# Regierung Zahle II

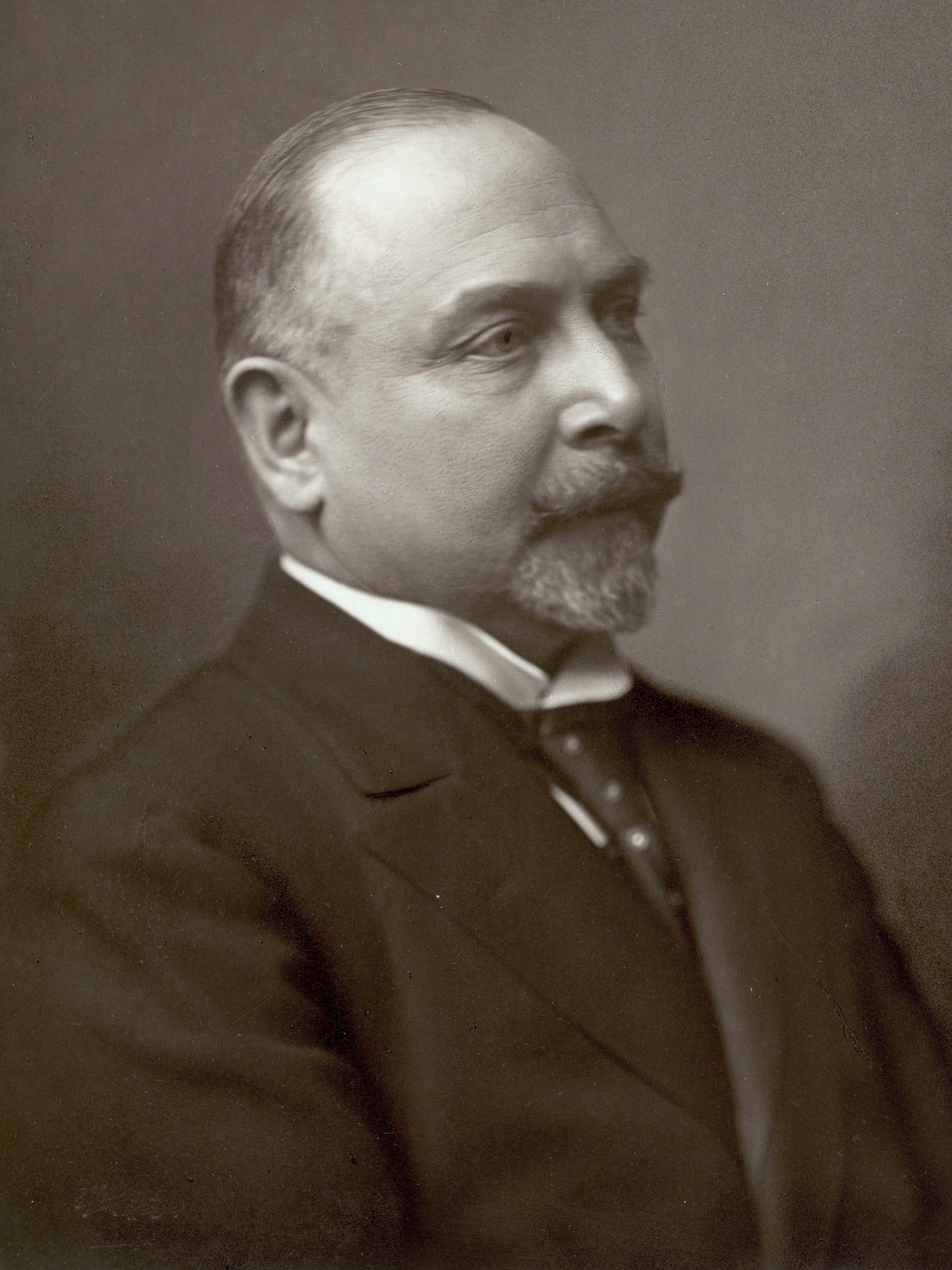
Carl Theodor Zahle

Die Regierung Zahle II wurde in Dänemark am 21. Juni 1913 durch Carl Theodor Zahle von Det Radikale Venstre als Minderheitsregierung gebildet und löste die Regierung Berntsen von der Venstre ab. Sie befand sich bis zum 30. März 1920 im Amt und wurde dann durch die Regierung Liebe abgelöst.

## Wahlen und Wahlergebnisse
Die bislang regierende Venstre von Ministerpräsident Klaus Berntsen erlitt eine Niederlage bei den Folketing-Wahlen am 20. Mai 1913, war mit 44 der 114 Stimmen jedoch weiterhin stärkste Kraft. Die Socialdemokraterne unter Thorvald Stauning wurde wie bereits am 25. Mai 1909 zwar stärkste Kraft, erhielt aber aufgrund des Wahlsystems nur 32 Mandate. Zahles Radikale Venstre erhielt 31 Mandate, konnte aber mit sozialdemokratischer Tolerierung eine Minderheitsregierung bilden. Während des Ersten Weltkrieges wurde am 7. Mai 1915 zwar eine Wahl abgehalten, allerdings waren die Wahlergebnisse umstritten und glichen im Wesentlichen den Ergebnissen der Wahl vom 20. Mai 1913.
Trotz des Krieges fanden am 22. April 1918 Wahlen zum Folketing statt. Dabei handelte es sich um die ersten Wahlen nach der Verfassungsreform (Grundlovsreformen) vom 5. Juni 1915. Durch die Verfassungsreform wurde die Zahl der Sitze des Folketing von 114 auf 140 und des Landsting von 66 auf 72 erhöht, die privilegierte Wahl des Landsting beendet, so dass die Mitglieder beider Kammern des Parlaments ab jetzt nach der Einführung des Frauen-, Dienstboten- und des Verhältniswahlrechts gewählt wurde. Die konservative Højre trat erstmals unter dem neuen Namen Det Konservative Folkeparti an. Die Venstre des früheren Ministerpräsidenten Niels Neergaard wurde erstmals seit Jahren wieder stärkste Partei vor der Socialdemokraterne Staunings. Zahles Det Radikale Venstre blieb zwar nur drittstärkste Kraft, konnte aber auch weiterhin eine sozialdemokratisch tolerierte Minderheitsregierung bilden.

### Ergebnisse der Wahlen zum Folketing vom 20. Mai 1913
| Partei               | Stimmen | Prozentanteil | Mandate | Gewinne/Verluste (+/-) |
| -------------------- | ------- | ------------- | ------- | ---------------------- |
| Socialdemokraterne   | 107.365 | 29,6          | 32      | +08                    |
| Venstre              | 104.885 | 29,0          | 44      | −13                    |
| Højre                | 082.137 | 22,7          | 07      | −06                    |
| Det Radikale Venstre | 067.903 | 18,7          | 31      | +11                    |

### Ergebnisse der Wahlen zum Folketing vom 7. Mai 1915
| Partei               | Mandate | Gewinne/Verluste (+/-) |
| -------------------- | ------- | ---------------------- |
| Socialdemokraterne   | 32      | –                      |
| Venstre              | 43      | −1                     |
| Det Radikale Venstre | 31      | –                      |
| Højre                | 08      | +1                     |

### Ergebnisse der Wahlen zum Folketing vom 22. April 1918
| Partei                       | Stimmen | Prozentanteil | Mandate | Gewinne/Verluste (+/-) |
| ---------------------------- | ------- | ------------- | ------- | ---------------------- |
| Venstre                      | 271.879 | 29,7          | 46      | +03                    |
| Socialdemokraterne           | 262.796 | 28,7          | 39      | +07                    |
| Det Radikale Venstre         | 195.159 | 21,3          | 32      | +01                    |
| Det Konservative Folkeparti  | 167.865 | 18,3          | 22      | +14                    |
| Erhvervspartiet              | 011.934 | 01,3          | 01      | +01                    |
| Nye Højre                    | 004.764 | 00,5          | 0       | –                      |
| Vælgerforeningen af 1918     | 004.407 | 00,5          | 0       | –                      |
| Danmarks Kommunistiske Parti | 002.496 | 00,3          | 0       | –                      |

## Dänemark im Ersten Weltkrieg, Nachkriegszeit und Osterkrise 1920

Die Entlassung Zahles durch König Christian X. am 30. März 1920 löste eine als Osterkrise (Påskekrisen) bekanntgewordene Verfassungskrise aus

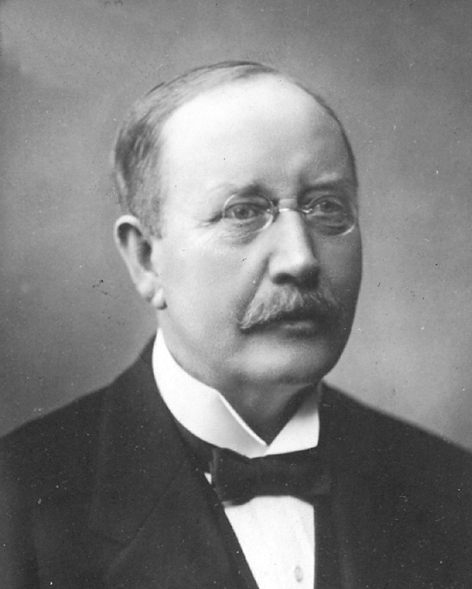
Jón Magnússon führte als Island-Minister durch die Unionsakte vom 30. November 1918 Island am 1. Dezember 1918 als selbständigen Staat in Personalunion mit Dänemark

Bei Kriegsausbruch entschloss sich Dänemark an der Politik der Neutralität festzuhalten. Die sozialliberale Regierung Zahles berief in Übereinstimmung mit der Verteidigungsordnung (Forsvarsforliget) vom 18. Oktober 1909 50.000 Mann zur Verteidigung von Seeland und Kopenhagen ein, wobei diese Stärke später reduziert wurde. Öresund und Kattegat wurden gegen Widerstand im Land vermint, was sich zum Schutz der Ostsee nur gegen einfahrende britische Schiffe auswirken konnte, da das Deutsche Kaiserreich über den Nord-Ostsee-Kanal einen direkten Zugang dorthin hatte. Trotz des Krieges gelang es Dänemark bis 1917 den Außenhandel, der vor allem nach Deutschland und ins Vereinigte Königreich ging, zu erhalten. Starke Verluste entstanden danach jedoch durch die Ausweitung des U-Boot-Krieges, der zu 275 versenkten Schiffen und 700 toten Seeleuten führte. Nach dem Kriegseintritt der USA kam es zu einer beinahe vollständigen Blockade der Seezufahrten. Nach einer vorangegangenen Volksabstimmung wurde am 25. Januar 1917 die Besitzungen Jungferninseln in Dänisch-Westindien mit dem Flottenhafen Saint Thomas an die USA verkauft. 
Durch die Unionsakte vom 30. November 1918 wurde Island am 1. Dezember 1918 als selbständiger Staat in Personalunion mit Dänemark anerkannt, so dass die engen wirtschaftlichen Bindungen weiterhin fortbestehen konnten. 
Im Februar und März 1920 führte die Südschleswig-Frage zu einer Regierungskrise. Zahles Regierung wünschte zwar den Anschluss des ganzen bisherigen Herzogtums Schleswig, akzeptierte aber eine Volksabstimmung in Übereinstimmung mit der Satzung des Völkerbundes. Die Grenzziehung erfolgte entlang der sogenannten „Clausen-Linie“ südlich von Tønder und nördlich von Flensburg, was zu einer gewissen Bevorzugung Dänemarks im Vergleich zu der von Deutschland vorgeschlagenen „Tiedje-Line“ einbrachte. Dies führte zu Kritik an Zahle, der sich jedoch weigerte, vorgezogene Wahlen durchzuführen und daraufhin von König Christian X. entlassen wurde. Dies wiederum löste eine als Osterkrise (Påskekrisen) bekanntgewordene Verfassungskrise aus, da der Monarch nach dem Grundgesetz Dänemarks eine gewählte Regierung nur ausnahmsweise entlassen konnte. Am 20. März 1920 berief er eine geschäftsführende Regierung unter dem Rechtsanwalt Otto Liebe. Liebe und seine Minister waren politisch konservativ orientiert, aber selbst keine Politiker. Sie merkten bald, dass sie die explosive Stimmung nicht mehr unter Kontrolle hatten. Einige Kritiker merkten an, dass der König einen Verfassungsbruch begangen habe, und es wurde mit einem Generalstreik gedroht. Der König war beunruhigt, und bereits am Ostersonntag, dem 4. April 1920, entließ er die Regierung Liebe wieder und ernannte stattdessen eine neue geschäftsführende Regierung mit Michael Pedersen Friis als Ministerpräsidenten. Dieser übergab das Amt dann schließlich nach der Folketingwahl vom 26. April 1920 an den früheren Ministerpräsidenten Niels Neergaard von der Venstre, der am 5. Mai 1920 schließlich seine zweite Regierung bildete.

## Minister
| Ressort                                  | Amtsinhaber |
| ---------------------------------------- | --- |
| Ministerpräsident Justizminister         | Carl Theodor Zahle |
| Außenminister                            | Edvard Brandes ab 24. Juni 1913: Erik Scavenius |
| Finanzminister                           | Edvard Brandes |
| Innenminister                            | Ove Rode |
| Minister für Kirche und Unterrichtswesen | Søren Keiser-Nielsen |
| Unterrichtsminister                      | ab 28. April 1916: Søren Keiser-Nielsen |
| Kirchenminister                          | ab 28. April 1916: Thorvald Povlsen |
| Verteidigungsminister                    | Peter Rochegune Munch |
| Minister für öffentliche Arbeiten        | Jens Hassing-Jørgensen |
| Landwirtschaftsminister                  | Kristjan Pedersen |
| Minister für Handel und Schifffahrt      | Kristjan Pedersen ab 28. April 1916: Christopher Hage |
| Minister ohne Geschäftsbereich           | 20. März – 28. April 1916: Christopher Hage 30. September 1916 – 16. Januar 1918: Jens Christian Christensen 30. September 1916 – 16. Januar 1918: Christian Michael Rottbøll 30. September 1916 – 16. Januar 1918: Thorvald Stauning 24. Juni 1919 – 30. März 1920: Hans Peter Hanssen (ab 30. Juni 1919 betraut mit der Bearbeitung von Angelegenheiten im Zusammenhang mit der Eingliederung der „südjütländischen Gebiete“ (Nordschleswig)). |
| Minister für Island                      | Hannes Hafstein ab 21. Juli 1914: Sigurður Eggerz ab 4. Mai 1915: Einar Arnórsson ab 4. Januar 1917: Jón Magnússon |

## Hintergrundliteratur
- Der Große Ploetz. Die Enzyklopädie der Weltgeschichte, Verlag Vandenhoeck & Ruprecht, 35. Auflage, 2008, S. 1106 f., ISBN 978-3-525-32008-2